# Kazvin megye

Kazvin tartomány megyéinek elhelyezkedése

Kazvin megye (perzsául: شهرستان قزوین) Irán Kazvin tartománynak egyik nyugati megyéje az ország északi részén. Északon Gilán tartomány, északkeleten Mázandarán tartomány, keleten Alborz tartomány, délkeleten Alborz megye, délről Buin-Zahrá megye, délnyugatról Tákesztán megye, nyugatról a Zandzsán tartományban fekvő Tárom megye és Szoltánije megye határolják. Székhelye a 381 000 fős Kazvin városa. Második legnagyobb városa a 49 000 fős Ekbálidzse. További városai még: Kuhin, Mahmudábád Nemune, Moallem Kaladzse, Razmián és Szirdán. A megye lakossága 773 566 fő. A megye öt további kerületre oszlik: Központi kerület, Tárom Szofla kerület, Alámut-e Gharbi kerület, Alámut-e Szárgi kerület és Kuhin kerület.

## Fordítás
- Ez a szócikk részben vagy egészben  a   Qazvin County című angol Wikipédia-szócikk ezen változatának fordításán alapul.  Az eredeti cikk szerkesztőit annak laptörténete sorolja fel. Ez a jelzés csupán a megfogalmazás eredetét és a szerzői jogokat jelzi, nem szolgál a cikkben szereplő információk forrásmegjelöléseként.